# Eutaeniophorus
Eutaeniophorus is een monotypisch geslacht van straalvinnige vissen uit de familie van wondervinnigen (Mirapinnidae). Het geslacht is voor het eerst wetenschappelijk beschreven in 1958 door Bertelsen & Marshall.

## Soort
- Eutaeniophorus festivus (Bertelsen & Marshall, 1956)